# 砷杂苯
砷杂苯（Arsabenzene）是苯中一个CH基被砷原子替换形成的有机砷化合物，属于杂芳烃类。

## 性质
砷杂苯是无色对空气敏感的液体，有类似洋葱的气味， 见空气很快被氧化变为红色，加热时分解。 它是平面型分子，环中 C-As 键长相等，似乎是离域的，但孤立双键的性质仍然很明显，可以与亲双烯体发生环加成，说明它的芳香性非常弱。例如，砷杂苯与六氟丁-2-炔在室温进行环加成，可得 1-砷杂-2,3-双(三氟甲基)桶烯。砷杂苯的这个性质比磷杂苯和苯都活泼很多，磷杂苯和苯只有在 100°C 和 200°C 时，才可以同六氟丁炔发生上述环加成反应。继续往下，铋杂苯衍生物更加活泼，未分离出来便自身发生二聚。
另一方面，砷杂苯的核磁共振谱仍显示有反磁性的环电流存在。
C-C 键长 1.39 Å，C-As 键长 1.85 Å。砷杂苯中 C-As 键长比一般的 C-As 键长短 6.6％。
砷杂苯可以在邻位和对位发生亲电芳香取代反应，如傅-克反应。
砷杂苯的碱性比吡啶弱许多，与路易斯酸一般不反应。与三氟乙酸及其他强酸作用时，没有检测到砷杂苯的质子化过程。
砷杂苯也是一种双齿配体，一般以 η1(P)- 或 η6(π)- 的方式进行配位。
对砷杂苯以及相关化合物的研究对于理解含有碳与较重元素重键的化合物的性质十分重要。 首个制得的砷杂苯衍生物是 9-砷杂蒽，1978年由 Jutzi 和 Bickelhaupt 制得。 起初合成方法是用 9,10-二氯代二砷杂二氢蒽用锌-酸在乙醇处理，但是反应没有得到 9,10-二砷杂蒽，而是得到了含 As-As 键的二聚体。后来在四氢呋喃中从 1-氯代-1-砷杂二苯并环己-2,5-二烯得到了 9-砷杂蒽，但它的芳香性较差，可以同顺酐发生环加成反应。

## 制取
可从1,4-戊二炔通过两步反应制备：
1、二炔与二丁基锡烷反应生成1,1-二丁基锡杂环己-2,5-二烯。
2、上述有机锡产物与三氯化砷反应，发生As/Sn交换，得1-氯代砷杂环己-2,5-二烯，后者加热时失氯化氢，得砷杂苯。